# Wuled
Wuled is een bestuurslaag in het regentschap Pekalongan van de provincie Midden-Java, Indonesië. Wuled telt 2589 inwoners (volkstelling 2010).